# Saint George (paróquia das Bermudas)
Saint George é uma paróquia do arquipélago das ilhas Bermudas.

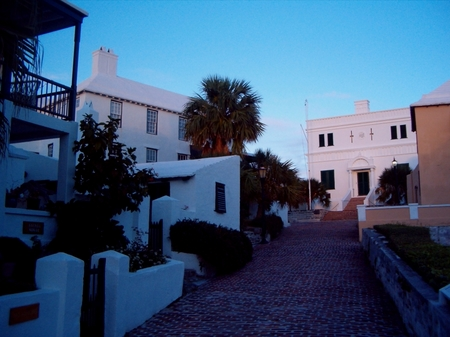
State House
Saint George

| Imagem: Cidade Histórica de Saint George e Fortificações Relacionadas, Bermudas | Saint George (paróquia das Bermudas) contém o sítio "Cidade Histórica de Saint George e Fortificações Relacionadas, Bermudas", Património Mundial da UNESCO. |  |